# 1834
1834. је била проста година.

## Догађаји

### Јануар
- 17. јануар — Почеле су да излазе Новине србске, прве новине у Кнежевини Србији.

### Фебруар
- 2. фебруар — Милош Обреновић је Великој народној скупштини објавио трећи хатишериф султана Махмуда II којим је потврђено укидање феудализма у Србији.

### Март
- 10. март — У околини Дервенте избила је Поп-Јовичина буна против турске власти.

### Мај
- Википедија:Непознат датум — мај – Спасовска скупштина у Крагујевцу (1834)

### Јул
- 15. јул — Шпанска инквизиција је званично распуштена након скоро 356 година терора.

### Август
- 1. август — Забрањено је ропство у целој Британској империји.

## Рођења

### Фебруар
- 8. фебруар — Дмитриј Мендељејев, руски хемичар

### Март
- 17. март — Готлиб Вилхелм Дајмлер, немачки инжењер († 1900)

## Смрти

### Април
- 7. април — Педро I од Бразила, бразилски цар

### Децембар
- Википедија:Непознат датум — Филип Вишњић, српски гуслар.